# فوشل ام‌سی
فوشل ام‌سی (به آلمانی: Fuschl am See) یک منطقهٔ مسکونی در اتریش است که در ناحیه زالتسبورگ-اومگه‌بونگ واقع شده‌است. فوشل ام‌سی ۲۱٫۴ کیلومتر مربع مساحت دارد ۶۶۹ متر بالاتر از سطح دریا واقع شده‌است.